# Sunndal
Sunndal és un municipi situat al comtat de Møre og Romsdal, Noruega. Té 7.160 habitants (2016) i té una superfície de 1,713.41 km². El centre administratiu del municipi és el poble de Sunndalsøra.